# Лисабон
Лисабон (порт. Lisboa) главни је град Португалије. Уједно је и највећи град у држави и средиште португалске политике, привреде и културе. Лисабон је такође треће по величини и значају средиште Иберијског полуострва, после Мадрида и Барселоне.
У самом граду Лисабону живи око 550 хиљада становника, али Лисабон са приградским насељима (тзв. Велики Лисабон) има чак 2,9 милиона становника, што представља око 25% становништва државе. Град је седиште истоименог округа Лисабон, где чини једну од општина.

## Порекло назива
Назив града највероватније вуче корене од назива феничанске насеобине на датом месту, која се звала Алис Убо (фен. Allis Ubbo), у преводу безбедна лука. Постоји и друга претпоставка, а то је да данашњи назив води порекло од преримског назива за реку Тежо — Лисо или Лусио. Сигурно се зна да се већ у староримско доба назив усталио као Олисипо, из кога је изведен данашњи назив.

## Географија
Град Лисабон је најзападнији већи град у копненом делу Европе, а близу Лисабона налази се и најзападнија тачка копнене Европе. Лисабон је смештен у западном делу Португалије и у крајње западном делу Иберијског полуострва. Од другог по величини града у Португалији, Порта, град је удаљен 320 km јужно, а од најближег другог главног града, Мадрида, Лисабон је удаљен 620 km западно.
Лисабон се налази у брежуљкастом, приобалном подручју западног дела Иберијског полуострва. Дато подручје је плодно и густо насељено. Град стога има велике разлике у висини, од 0 до 90 m, с тим што је средиште на 10–50 m надморске висине.
Лисабон лежи на естуарском ушћу реке Тежо у Атлантски океан, што представља стратешки важно место. Дати естуар омогућава улаз и већих бродова. Град у управним границама лежи на десној обали реке, али је шире градско подручје са обе.

### Клима
Клима у Лисабону је средоземна са благим зимама и топлим летима. Просечна годишња температура је 17 °C. Град је европска престоница са најблажом зимом. Годишња количина падавина је у просеку 726 mm/m².
| Клима за Лисабон (1981—2010)                        | Клима за Лисабон (1981—2010) | Клима за Лисабон (1981—2010) | Клима за Лисабон (1981—2010) | Клима за Лисабон (1981—2010) | Клима за Лисабон (1981—2010) | Клима за Лисабон (1981—2010) | Клима за Лисабон (1981—2010) | Клима за Лисабон (1981—2010) | Клима за Лисабон (1981—2010) | Клима за Лисабон (1981—2010) | Клима за Лисабон (1981—2010) | Клима за Лисабон (1981—2010) | Клима за Лисабон (1981—2010) |
| Показатељ \ Месец                                   | .Јан.                        | .Феб.                        | .Мар.                        | .Апр.                        | .Мај.                        | .Јун.                        | .Јул.                        | .Авг.                        | .Сеп.                        | .Окт.                        | .Нов.                        | .Дец.                        | .Год.                        |
| --------------------------------------------------- | ---------------------------- | ---------------------------- | ---------------------------- | ---------------------------- | ---------------------------- | ---------------------------- | ---------------------------- | ---------------------------- | ---------------------------- | ---------------------------- | ---------------------------- | ---------------------------- | ---------------------------- |
| Апсолутни максимум, °C (°F)                         | 24,1 (75,4)                  | 26,8 (80,2)                  | 30,4 (86,7)                  | 33,2 (91,8)                  | 37,8 (100)                   | 41,5 (106,7)                 | 40,6 (105,1)                 | 41,8 (107,2)                 | 41,4 (106,5)                 | 34,6 (94,3)                  | 28,3 (82,9)                  | 25,2 (77,4)                  | 41,8 (107,2)                 |
| Максимум, °C (°F)                                   | 14,8 (58,6)                  | 16,2 (61,2)                  | 18,8 (65,8)                  | 19,8 (67,6)                  | 22,1 (71,8)                  | 25,7 (78,3)                  | 27,9 (82,2)                  | 28,3 (82,9)                  | 26,5 (79,7)                  | 22,5 (72,5)                  | 18,2 (64,8)                  | 15,3 (59,5)                  | 21,34 (70,41)                |
| Просек, °C (°F)                                     | 11,6 (52,9)                  | 12,7 (54,9)                  | 14,9 (58,8)                  | 15,9 (60,6)                  | 18,0 (64,4)                  | 21,2 (70,2)                  | 23,1 (73,6)                  | 23,5 (74,3)                  | 22,1 (71,8)                  | 18,8 (65,8)                  | 15,0 (59)                    | 12,4 (54,3)                  | 17,43 (63,38)                |
| Минимум, °C (°F)                                    | 8,3 (46,9)                   | 9,1 (48,4)                   | 11,0 (51,8)                  | 11,9 (53,4)                  | 13,9 (57)                    | 16,6 (61,9)                  | 18,2 (64,8)                  | 18,6 (65,5)                  | 17,6 (63,7)                  | 15,1 (59,2)                  | 11,8 (53,2)                  | 9,4 (48,9)                   | 13,46 (56,23)                |
| Апсолутни минимум, °C (°F)                          | −1,0 (30,2)                  | −1,2 (29,8)                  | 0,2 (32,4)                   | 5,5 (41,9)                   | 6,8 (44,2)                   | 10,4 (50,7)                  | 14,1 (57,4)                  | 14,7 (58,5)                  | 12,1 (53,8)                  | 9,2 (48,6)                   | 4,3 (39,7)                   | 2,1 (35,8)                   | −1,2 (29,8)                  |
| Количина кише, mm (in)                              | 96,8 (3,811)                 | 84,9 (3,343)                 | 51,2 (2,016)                 | 64,7 (2,547)                 | 53,6 (2,11)                  | 15,9 (0,626)                 | 4,2 (0,165)                  | 6,2 (0,244)                  | 28,5 (1,122)                 | 79,8 (3,142)                 | 107,1 (4,217)                | 121,8 (4,795)                | 714 (28,11)                  |
| Извор #1: Instituto Português do Mar e da Atmosfera |                              |                              |                              |                              |                              |                              |                              |                              |                              |                              |                              |                              |                              |
| Извор #2: Instituto Português do Mar e da Atmosfera |                              |                              |                              |                              |                              |                              |                              |                              |                              |                              |                              |                              |                              |

## Историја
Подручје Лисабона је насељено још од времена праисторије. Насеље су основали Феничани приближно 1200. године п. н. е. Након победе над Картагином на ове просторе долазе Римљани. Лисабон под називом Олисипо се развија у важну луку и средиште трговине.
У првим вековима средњег века дошло је до пометње у датом подручју Иберијског полуострва, па градом и околином владају прво германска племена Алани и Свеви, потом Визиготи, па арапски Маври. Маварска владавина трајала је у раздобљу 711-1147. Током овог раздобља град је имао мешовито хришћанско-арапско-јеврејско становништво, а Маври успостављају јаку власт и надзор над трговином, па се град брзо развија.
Године 1147, је враћен у руке хришћана, а 1255. постаје главни град Португалије, што остаје до данас. Захваљујући томе град је сачувао значај током следећих векова, а од 15. века многе прекоморске експедиције су на пут кренуле управо из лисабонске луке. Дате експедиције су довеле до стварања прекоморских поседа Португалије и довеле до новог процвата Лисабона у 16. веку, обележеног у масовној изградњи и осавремењавању града.
Међутим, од 1580-1640. г. Португалија пада под окупацију Шпаније. Иако је по поновном успостављању Португалије Лисабон поново повратио положај престонице, опоравак привреде није текао лако. Поред тога, град је 1. новембра 1755. погодио земљотрес у коме је страдало између 60.000 и 90.000 становника, а 85% града је било порушено. Осим тога, почетком 19. века град су на једну деценију запосели Французи под Наполеоном. Граду је требало око један век да досегне ранији развој.
Почетак 20. века обележен је грађанским ратом, који је довео 1910. године до слома краљевине. Град је обновио универзитет, који је крајем средњег века пресељен у Коимбру. Град су попут целе Португалије заобишла два светска рата. Међутим, Португалија је попут свих јужноевропских држава била под диктатуром Антонија Салазара (1926—1974. г.). Салазарова диктатура створила је услове за масовну стамбену и инфраструктурну изградњу и осавремењавање земље. Дати процес успешно је настављен и по демократизацији Португалије, а крунисан је додељивањем Лисабону Европске престонице културе за 1994. године и ЕКСПО изложбом 1998. године у Лисабону.
Међутим након уласка у ЕУ Португалија је нагомилала огроман државни дуг, који је на крају довео до тражења економске помоћи од ЕУ и ММФ-а.

## Становништво
По последњим проценама из 2021. године општина Лисабон (тј. град у управним границама) има око 548 хиљада становника, подељених на 53 месне заједнице. Ово је осетно мање него 1960. године када је град имао преко 800 хиљада становника, а исход је пресељења великог дела становника у предграђа са вишим квалитетом живота и развоја привреде везане за основне услуге (туризам, трговина, пословање).
Међутим, метрополитенско подручје Лисабона је знатно веће — око 2,9 милиона становника или преко 25% становништва државе.
Као и други већи градови западне Европе, и Лисабон има шаролико становништво. Посебно су бројни новији усељеници из Бразила, некадашње португалске колоније. Највише је досељеника из Бразила, око 22 хиљаде, затим из Италије и Француске (око 9 хиљада) и из Непала и Бангладеша (око 8 хиљада).

## Привреда
Лисабон је већ вековима најважније привредно средиште Португалије. Област Лисабона је најбогатија у Португалији и у њој се ствара 45% БДП.
Данас је градска привреда заснована на одувек важним лучким делатностима и данас свеприсутним услугама (трговина, банкарство, туризам, пословање), док индустрија данас има мањи значај и везана за предграђа. Такође, град је важно трговиште за пољопривредне производе Португалије (вино, маслине, воће).
Последњих година градска привреда веома зависи од развијеног туризма. Туристе највише привлаче стари део града са боемском четврти Алфама, као и близина морских летовалишта на Атлантику.

## Култура и знаменитости
Град обилује лепим грађевинама свих стилова, углавном насталих након земљотреса из 1755. године. Старо језгро града је под заштитом УНЕСКА као светска баштина. Лисабонска катедрала потиче из 1147. године. Издваја се и Кула Белем, коју је у част прекоморских открића подигао између 1515. и 1521. године краљ Мануел I Португалски, како би бранила градску луку. Бројни су и музеји, од којих се истичу они посвећени морима и океанима. Град има и познату оперу.

### Саобраћај
Градски превоз је добро развијен. Град се ослања на метро систем који повезује све крајеве града. Користе се и трамваји који су једна од градских знаменитости и аутобуси. Постоје два моста преко реке Тежо, а користе се и бродови. Мост Васко де Гама је највећи у Европи (17,2km). Аеродром Портела је највећи у Португалији. Станица Оријент која представља дело савремене архитектуре, је важно саобраћајно чвориште Лисабона.

## Спорт
Лисабон је био један од градова домаћина Европског првенства у фудбалу 2004. године. За ту прилику су изграђени стадион светлости и стадион Жоао Алвеладе на којима играју фудбалски клубови Бенфика и Спортинг Лисабон.

## Партнерски градови
- Бисао
- Праја
- Макао
- Бело Оризонте
- Рио де Жанеиро
- Будимпешта
- Буенос Ајрес
- Кашеу
- Дили
- Луанда
- Мадрид
- Malacca
- Мапуто
- Монтевидео
- Никозија
- Рабат
- Сан Франциско
- Сао Томе
- Загреб
- Бразилија
- Салвадор
- Сао Пауло
- Венеција
- Мексико Сити
- Атина
- Тунис
- Витлејем
- Казабланка
- Мајами
- Санто Доминго
- Малака
- Сантијаго де Куба

## Галерија
- Саборна црква Лисабона
- Алфама, боемски део града
- Улица старог дела Лисабона
- Јеронимски манастир, под заштитом УНЕСКО-а
- Торањ Белем, под заштитом УНЕСКО-а
- Чувени лисабонски трамваји
- Монсанто, позната парк-шума у Лисабону
- Нова пословна четврт града